# Histoire des États fédérés de Micronésie
Les États fédérés de Micronésie sont entièrement situés dans les îles Carolines, dans le nord-ouest de l'océan Pacifique, au nord de la Papouasie-Nouvelle-Guinée, et juste au-dessus de l'équateur (entre 0 et 10 degrés nord). Ce confetti d'îles, qui s'étirent sur près de 3000 kilomètres, commence à être occupé à partir de 100 apr. J.-C. en  raison d'une baisse du niveau de la mer exposant des terres auparavant immergées, mais des indices laissent penser que certaines d'entre elles, les îles Yap, les plus occidentales, ont pu accueillir une population permanente auparavant. Entre 500 et 1000, des traditions spécifiques commencent à se développer tant au niveau du langage que de la culture matérielle. La population augmente progressivement. Entre 1000 et 1300, le petit optimum climatique favorise une production importante de nourriture et donc l'accroissement des populations. L'augmentation de la densité s'accompagne de l'apparition de structures sociales plus complexes formalisant la distribution des surfaces terrestres et maritimes, de leurs ressources et de la nourriture. En certains endroits, des traditions monumentales apparaissent (comme la célèbre cité de Nan Madol). Le petit âge glaciaire, entre 1300 et 1850, s'accompagne de conditions météorologiques moins favorables. Les groupes humains s'engagent dans des formes de compétition par le moyen d'échanges de biens qui ont pu entraîner une intensification de la production économique et, subsidiairement, une diminution de l'impact des risques climatiques sur les atolls et petites îles vulnérables.
Bien que certaines îles des États fédérés de Micronésie aient été en contact avec les Européens dès le milieu du XVIe siècle, leur potentiel économique n'éveille un réel intérêt qu'à partir de la fin du XVIIIe siècle et bien plus encore au cours du XIXe siècle. En 1899, les Espagnols cèdent les îles Carolines à l'Empire allemand. Guidés par la doctrine politique du Nanshin-ron, les Japonais profitent de la Première Guerre mondiale (1914) pour accaparer ce territoire allemand. Ils obtiennent de la Société des Nations en 1919 un mandat pour l'administrer. Ils en sont chassés par les Américains à la fin de la Seconde Guerre mondiale. Ceux-ci l'administrent à leur tour ensuite en tant que territoire sous tutelle des îles du Pacifique selon le mandat de l'ONU délivré en 1947. Des mouvements autonomistes et indépendantistes contraires durant les années 1960 aboutissent à son éclatement en plusieurs territoires. L'un d'eux, les États fédérés de Micronésie (composé de Yap, Chuuk, Pohnpei et Kosrae), évolue vers une libre association avec les États-Unis, puis accède à l'indépendance en 1986. Le Conseil de sécurité des Nations unies met fin à la tutelle le 22 décembre 1990.

## Premiers temps de l'occupation humaine
Dans la région de Micronésie, les îles Mariannes sont habitées au moins dès 1500 av. J.-C., mais les îles des États fédérés de Micronésie ne commenceraient à être occupées qu'à partir de 100 apr. J.-C. en raison d'une baisse du niveau de la mer exposant des terres auparavant immergées. Elle rend également accessible des sources d'eau potable flottant à la surface de l'eau de mer salée, sous ces îles, sources auparavant mal positionnées et ne pouvant supporter de larges groupes de personnes. La disponibilité nouvelle des atolls micronésiens, un niveau de la mer et des conditions côtières stables, offrent des possibilités pour les voyages à courte distance et donc les déplacements de population, lesquels sont accentués par une baisse d'opportunités dans les communautés de Mélanésie et de Polynésie occidentale à cause d'une transformation significative des écosystèmes depuis 500 av. J.-C. La stabilité du niveau de la mer permet une utilisation plus aisée des ressources côtières et offre plus d'espaces à habiter et à exploiter.
Il est possible, toutefois, que des sites plus anciens n'aient pas encore été trouvés sur les quelques îles hautes des États fédérés de Micronésie, les fouilles ayant ciblé les sites à ruines apparentes, n'étant peut-être pas allé assez en profondeur ou assez loin de la côte. Le Yap, parlé dans les îles Yap, semble ainsi avoir une origine plus précoce que les autres langues micronésiennes. En outre, des analyses paléoécologiques mettent en évidence dans les îles Yap, vers 1300 av. J.-C., un déclin de la forêt couplé à des incendies qui laissent place à un paysage de savane, résultat possible d'une mise en culture.
La forte unification des langues micronésiennes actuelles, le Yap excepté, prouve la rapidité de la dispersion des populations après la baisse du niveau de la mer mais également la nature incessante des contacts. Les sous-familles constatées (kusaïéenne, ponapique, chuukique) coïncident avec les voyages à courte-distance supposés depuis l'origine des occupations.
Les formes de l'habitat sont inconnues avant l'an Mil, la présence humaine n'étant illustrée pour cette période, dans les fouilles à Pohnpei, Kosrae, Mokil et en surface d'autres lieux comme les îles Yap, que par des tessons de céramique, des bols à valeur utilitaire généralement sans décor, des outils en pierre ou en coquillage et des restes d'aliments. Dans les petites îles de corail et de calcaire, le coquillage est naturellement plus utilisé pour fabriquer des outils. L'herminette est généralement obtenue à partir de Tridacninae, souvent du genre Tridacna, du genre Hippopus dans quelques zones. Le Cassis cornuta est aussi employé à la même époque comme dans quelques régions d'Indonésie et en de rares points de la Polynésie. Une gouge étroite ou un ciseau a quelquefois été obtenu à partir de Terebra.
Il est probable, bien que les preuves manquent, que le cultivar d'arbre à pain connu en Micronésie, résultat d'une introgression depuis un cultivar à graines de l'espèce Artocarpus mariannensis (en) provenant des Îles Mariannes, vers un cultivar sans graines de l'espèce Artocarpus altilis, originaire de Mélanésie, ait été élaboré à cette époque. En effet, l'arbre à pain est une ressource de nourriture essentielle dans la tradition micronésienne,.

## Épanouissement de l'occupation humaine

### Phase de développement
Entre 500 et 1000, des traditions spécifiques se développent dans l'Océan Pacifique, ainsi que le reflète les sous-familles de langage, et aboutissent, vers 1000, à des assemblages d'artéfacts archéologiques révélant des cultures matérielles différentes selon les groupes d'îles.
La densité de population augmente en Micronésie, et plus largement dans l'Océan Pacifique, entre 500 et 1000 sans qu'elle apparaisse, en Micronésie, liée à des phénomènes majeurs de migrations maritimes. Dans le même temps, les témoins d'élaboration de céramique diminuent fortement en Micronésie centrale (actuels États de Yap et Chuuk) et finissent par disparaître en Micronésie orientale (actuels États de Pohnpei et Kosrae). Cela pourrait être la conséquence de problèmes d'accessibilité à l'argile ou aux productions fabriquées ailleurs, le résultat d'une évolution des pratiques de cuisson. Cette même scission géographique s'observe dans la consommation par masticage de noix d'arec pour les deux premiers États et celle du kava en boisson pour les deux derniers.

### Petit optimum climatique
Entre 1000 et 1300, dans l'Océan Pacifique, une période de climat stable chaud et humide, aux pluies constantes, le petit optimum climatique, favorise une production importante de nourriture et donc l'accroissement des populations. Entre 1000 et 1200, des populations de l'Ouest de la Polynésie migrent et investissent une partie de la Mélanésie et, pour celles dites ellicéennes, sans doute originaires des Tuvalu et de Tokelau, quelques points de Micronésie peu populeux ou inhabités constitutifs des actuels États fédérés de Micronésie, les atolls de Kapingamarangi et Nukuoro[réf. nécessaire].
L'augmentation de la densité de population induit un besoin d'organisation de l'accès et de la distribution des terres, nourritures et ressources. De ce fait, des processus de formalisation culturelle se mettent en place. Des groupes spécifiques, par leurs constructions, matérialisent leurs liens avec une aire de terre et de mer d'une façon bien plus intime qu'auparavant. Avec le développement des structures sociales émerge de façon évidente des statuts sociaux différents témoignant de fonctions et de richesses variées. Des lignages associés à des terres apparaissent.
Avant 1000, les formes de l'habitat ne sont pas connues par l'archéologie dans les actuels États fédérés de Micronésie. À proximité, aux Palaos, les bâtiments sont à fondation de terre. Après 1000, ce mode de construction perdure mais à travers la Micronésie comme ailleurs dans le Pacifique, les fondations de pierre deviennent la norme. Aux Palaos et dans les actuels États de Yap et Chuuk, les bâtiments sont associés à des sentiers pavés, des clôtures de délimitation en pierre, des murs et d'autres constructions en pierre ainsi qu'il apparaît encore dans les villages au début du XXIe siècle.
La durabilité de l'optimum climatique permet également l'émergence de traditions monumentales.

### Petit âge glaciaire
Vers 1300 débute le petit âge glaciaire qui dure jusque vers 1850. Les conditions météorologiques sont plus instables, plus orageuses, plus sèches et les températures plus froides. Le niveau de la mer s'élève entraînant une plus grande érosion côtière et une salinisation des ressources en eau dans les atolls et îles basses de Micronésie et de Polynésie, ce qui pourrait avoir entraîné des mouvements de population. Vers 1400, en manière d'adaptation à ces conditions de vie moins favorables, des groupes s'engagent dans des formes de compétition entraînant potentiellement une intensification de la production économique. Résultat d'une maturation commencée vers 1000, les sociétés de l'Océan Pacifique sont alors nettement hiérarchisées. Les échanges de biens entre les îles permettent de diminuer les risques climatiques, et notamment ceux liés aux cyclones tropicaux, particulièrement pour les atolls et petites îles vulnérables. Parmi ces réseaux économiques existe le sawei, un système de tribus complexe impliquant des échanges inter-îles selon une hiérarchie des communautés. Les îles Yap reçoivent des îles plus à l'est des biens et des informations et leur donnent en échange des ressources de première nécessité ou des biens de luxe. Les îles Yap fournissent de la main d’œuvre aux Palaos et en retour reçoivent la possibilité d'extraire de la monnaie de pierre.

## Premiers contacts avec les Européens et débuts de la colonisation

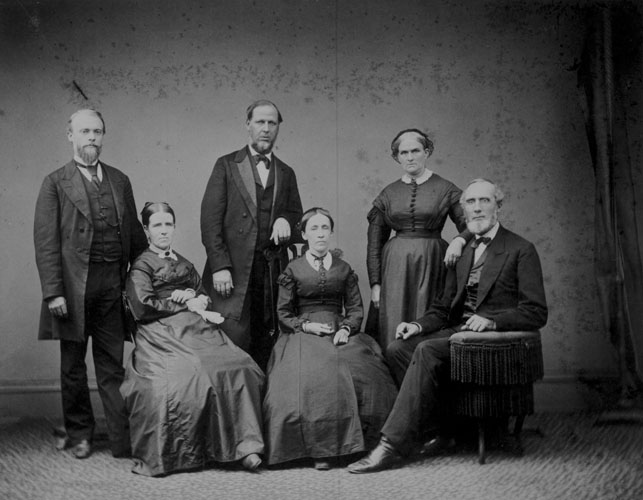
Missionnaires américains actifs sur l'île de Pohnpei en 1852.

Pendant longtemps, les puissances européennes ont privilégié leurs relations avec l'Asie du Sud-Est qui leur donne accès à des ressources bien plus importantes que les îles de l'océan Pacifique. Leur intérêt s'accroît fortement à la fin du XVIIIe siècle et bien plus encore au cours du XIXe siècle. Le commerce et les systèmes d'échange en vigueur sont alors modifiés par l'accès au marché international et les affaires étrangères. Dans un premier temps, les contacts les plus réguliers des populations micronésiennes avec des Européens ou des Américains se font à l'initiative de marchands, d'équipages de baleiniers et de beachcomber à la recherche de ravitaillement, d'alcool et de femmes. Ils leur sont fournis par certains pouvoirs locaux contre des biens matériels comme des objets en fer, des vêtements et du tabac. Les îles de Pohnpei et de Kosrae sont les plus visitées, l'activité commerciale, également signe de prestige, étant encouragée. En 1852, arrivent dans ces deux îles les premiers missionnaires de l'American Board of Commissioners for Foreign Missions, attirés par leur réputation de lieux de dépravation. Ils sont intégrés par les autochtones au sein des luttes de pouvoir locales.  
Depuis le début des années 1880, l'Empire allemand contrôle le commerce dans les îles Carolines et les îles Marshall et tentent de les annexer. Mais, les Espagnols ont d'anciennes prétentions sur la zone et menacent d'une guerre. En décembre 1885, les Allemands reconnaissent la souveraineté des Espagnols sur les îles qui en retour leur accordent le droit d'y commercer et d'y établir des stations navales. Les Espagnols n'ont pas de politique cohérente dans la zone. En 1886, ils débarquent à Pohnpei et aux îles Yap. Si dans ce dernier archipel, les Espagnols entretiennent de bonnes relations avec les Yapais, à Pohnpei, les espagnols cherchent à plusieurs reprises à imposer, par la force, la construction de routes et d'églises. Il en résulte des conflits meurtriers et les Européens, malgré leur puissance de feu et leurs navires, subissent de lourdes pertes et sont cantonnés à leur seule colonie de Kolonia.     

Tatouages temporaires sur le corps d'un homme de Fais, 1910.

La perte de la guerre hispano-américaine en 1898 aboutit à l'éjection de l'Espagne de l'océan Pacifique, dont Guam lui est confisqué par les États-Unis. Elle doit vendre le reste de ses possessions à l'Allemagne. L'objectif principal de la puissance allemande est économique avec le développement de l'industrie du coprah et plus tard, l'exploitation du phosphate, à Fais dans l'actuel État de Yap, à Angaur aux Palaos et à Nauru. Des îliens des îles Truk et des îles Yap sont recrutés pour y travailler. Des chefs de districts sont installés dans les îles Yap et à Pohnpei et des marchands appointés en tant que représentant dans les îles Truk et à Kosrae. Les missionnaires continuent d'exercer dans de nombreuses îles mais l'adhésion de la population à la religion chrétienne n'est que de façade et les pratiques traditionnelles jugées condamnables — prostitution institutionnelle, polygamie, offrandes aux esprits, etc. — ne cessent pas. Aux îles Yap, les Allemands prennent le temps de comprendre le fonctionnement des structures traditionnelles ce qui leur permet d'entretenir de cordiales relations au bénéfice mutuel des parties. Contre la mobilisation de la population pour la construction des infrastructures routières, portières et administratives, les chefs reçoivent des biens matériels. À Pohnpei, les chefs de district tentent d'imposer des jours de travaux, un système fiscal et un système foncier privé. Une rapide et dure révolte se déclare à la suite d'un incident à Sokehs. Elle aboutit à de nombreux morts allemands, à l'exécution des leaders micronésiens et à la déportation des autres révoltés. Puis, la vie reprend son cours normal.

## Période japonaise (1885-1945)

### Intérêt du Japon pour la Micronésie

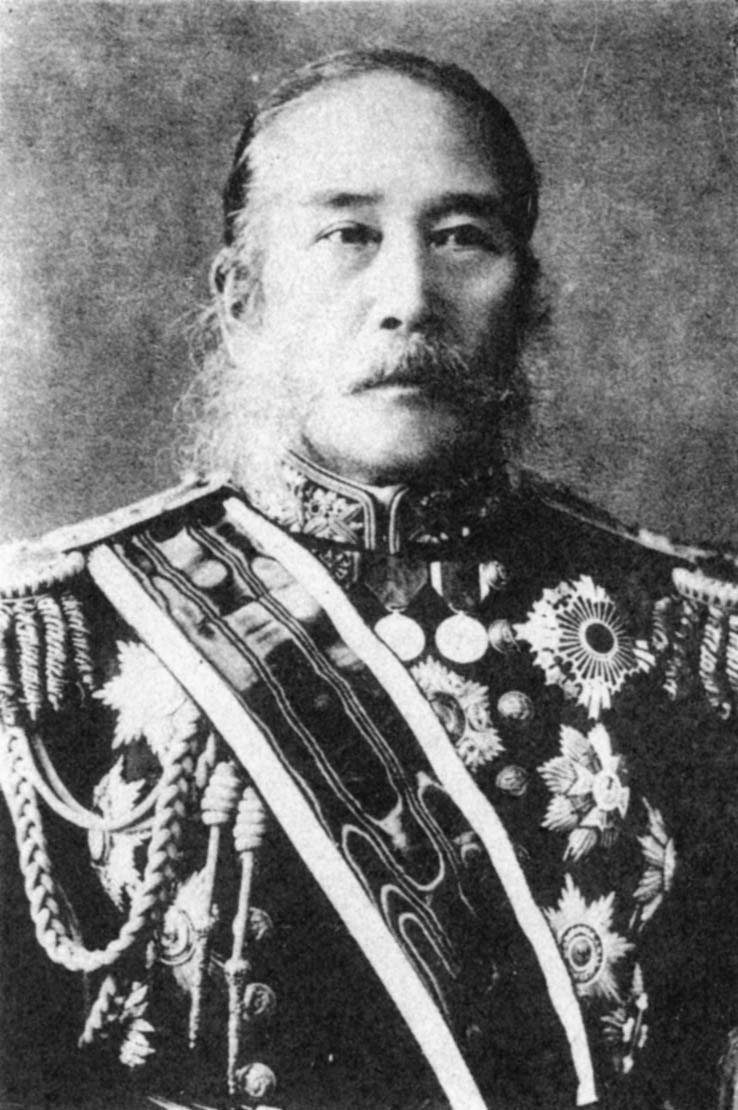
Enomoto Takeaki, avant 1908.

L'implantation japonaise dans les îles micronésiennes trouve son origine dans le développement dans les premières années de l'ère Meiji du Nanshin-ron, doctrine politique qui promeut, par l'empire du Japon, la constitution d'une aire d'influence sur l'Asie du Sud-Est et les îles de l'Océan Pacifique. Influencée par les succès des puissances colonisatrices occidentales, elle doit permettre, au moyen de la constitution d'une marine de guerre, appuyée sur une expansion territoriale, de protéger le pays au moyen de zones tampons accueillant des bases militaires et ainsi d'affirmer sa puissance maritime face aux nations occidentales. Elle doit également offrir des débouchés aux productions japonaises, des possibilités d'exploitation de ressources nouvelles, fournir grâce à des terres peu peuplées un déversoir à la croissance démographique,,. L'un des principaux protagonistes de la progression de cette doctrine est Enomoto Takeaki (1836-1908), ministre japonais haut placé, qui dans les années 1885-1895, joue un rôle prépondérant en influençant l'action des ministères,.
La guerre sino-japonaise de 1894-1895 et celle russo-japonaise de 1905, victorieuses, donnent au Japon une nouvelle puissance. Le déclenchement de la première guerre mondiale est une opportunité que saisit le Japon qui active l'alliance anglo-japonaise et déclare la guerre à l'Allemagne le 23 août 1914. Sous prétexte de nettoyer la région de Micronésie de ses bateaux de guerre allemands, la marine impériale japonaise en prend possession, à l'exception de Guam qui appartient aux États-Unis et des Îles Gilbert que détient le Royaume-Uni, sans difficulté, entre le 3 et le 14 octobre 1914,. L'Australie, la Nouvelle-Zélande et les États-Unis craignent alors pour leurs territoires acquis dans l'Océan Pacifique et cherchent à réduire l'influence japonaise. Les prétentions du Japon sur la Micronésie sont cependant reconnues lors du traité de Versailles en 1919 et l'Empire obtient de la nouvelle Société des Nations un mandat C, peu contraignant en obligations envers les populations, qui l'autorise à administrer la zone comme une partie intégrante de son territoire. En 1922, les derniers différents avec les États-Unis sont mis à plat et les deux nations s'engagent à des restrictions dans leur équipement militaire.

### Administration japonaise

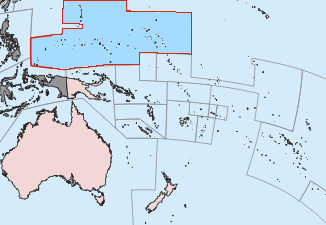
Carte du sud-ouest de l'Océan Pacifique mettant en évidence le mandat des îles du Pacifique.

Lors de leur arrivée à Kosrae, à Ponhpei, dans les Îles Truk et les Îles Yap, en octobre 1914, les troupes navales de débarquement jouent un rôle d'administration. Leurs commandants ont pour consigne de respecter la propriété, la religion, les coutumes et traditions locales et les lois allemandes non préjudiciables aux intérêts japonais. Très rapidement, une administration très complète couvrant l'ensemble des secteurs de la vie quotidienne et économique est mise en place. L'obtention du Mandat accélère la transmission des pouvoirs à un personnel civil. En mars 1922 est créé le Gouvernement des mers du Sud, avec à sa tête un gouverneur. Au milieu des années 1930, environ 950 Japonais de grande compétence et d'une grande loyauté et probité y travaillent. L'échelon le plus bas en est la police qui peut représenter la seule présence japonaise dans les îles et atolls. Des indigènes peuvent être recrutés en son sein. Les chefs traditionnels micronésiens des îles et atolls principaux ont peu de pouvoir même si leur statut est reconnu. Ceux des terres plus éloignées, où il n'existe pas de présence officielle japonaise permanente sont beaucoup plus libres.

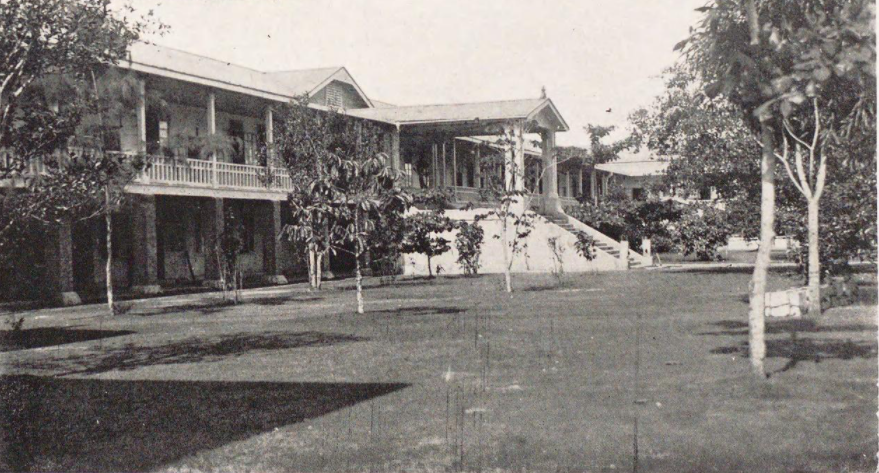
Quartier général du Bureau du Pacifique Sud en 1932.

Au contraire des Îles Mariannes du Nord et des Palaos où l'immigration japonaise, généralement pauvre et souvent originaire d'Okinawa, se chiffre à plusieurs dizaines de milliers de personnes, surpassant largement les populations autochtones, elle est plus faible dans les actuels États fédérés de Micronésie, ne dépassant pas quelques milliers. Malgré tout, cette immigration, massive en comparaison des populations micronésiennes, ainsi que l'absence de sentiment nationaliste micronésien, ont sans doute eu une influence sur l'acceptation de l'occupation japonaise.
La démographie des populations autochtones stagne hormis dans le district de Yap où elle diminue. Les efforts réalisés en équipements et personnels médicaux pour renverser la situation sont trop faibles pour avoir un impact majeur sur l'amélioration des conditions sanitaires. Dans les îles Yap, l'action japonaise est perçue comme une tentative d'abolir les coutumes traditionnelles. Dans le but de produire des travailleurs subordonnés, une partie de la jeunesse micronésienne suit un court enseignement, discriminatoire, à vocation d'endoctrinement, où l'apprentissage du japonais occupe la moitié du temps. Il est également tenté de leur enseigner la loyauté envers le Japon et, sans succès, la religion shintoïste. Les micronésiens sont perçus comme un peuple de troisième classe qui ne peut pas accéder au statut de sujet impérial. Au sein même de cette classe, les autochtones des îles Mariannes en constituent le sommet et ceux des îles Yap le plus bas niveau en raison de leur résistance à l'administration. Certains îliens sont soumis à la prostitution forcée, à l'esclavage, à des exécutions injustifiées. La brutalité et la cruauté sont employés pour obtenir l'obéissance.
Les Japonais amènent avec eux une grande partie de leur mode de vie, que ce soit dans leur habitat, leur nourriture et les biens de consommations qui sont importés, les divertissements, la religion. Ils sont très peu imités par les micronésiens. 
Les entreprises japonaises bénéficient de la règlementation décourageante édictée par les autorités envers la concurrence étrangère, ainsi que, pour certaines, d'importantes subventions. Dans les territoires des actuels États fédérés de Micronésie, particulièrement à Pohnpei, sont menées des recherches agronomiques pour adapter ou développer de nouvelles variétés, parfois avec un succès commercial. Outre l'agriculture vivrière, les japonais, et notamment de grandes compagnies à partir des années 1930, produisent du coprah et pratiquent la pêche, surtout celle de la bonite. Les besoins en terre sont satisfaits par la redistribution des terrains publiques appartenant auparavant aux communautés micronésiennes, et par des achats auprès des propriétaires privés, autorisés à partir de 1931. Malgré tout, la présence japonaise est jugée favorablement du point de vue économique par les micronésiens en raison des emplois fournis par les japonais et des bénéfices retirés de la vente des surplus agricole et de pêche. Les activités économiques susmentionnées sont cependant de peu d'importance en comparaison de la culture de la canne à sucre dans les îles Mariannes du Nord et de l'exploitation du phosphate aux Palaos. En 1929, 0,5 % de la production économique de l'empire du Japon provient du Mandat et 1 % en 1935.

### Militarisation japonaise en vue de la guerre contre les États-Unis et défaite

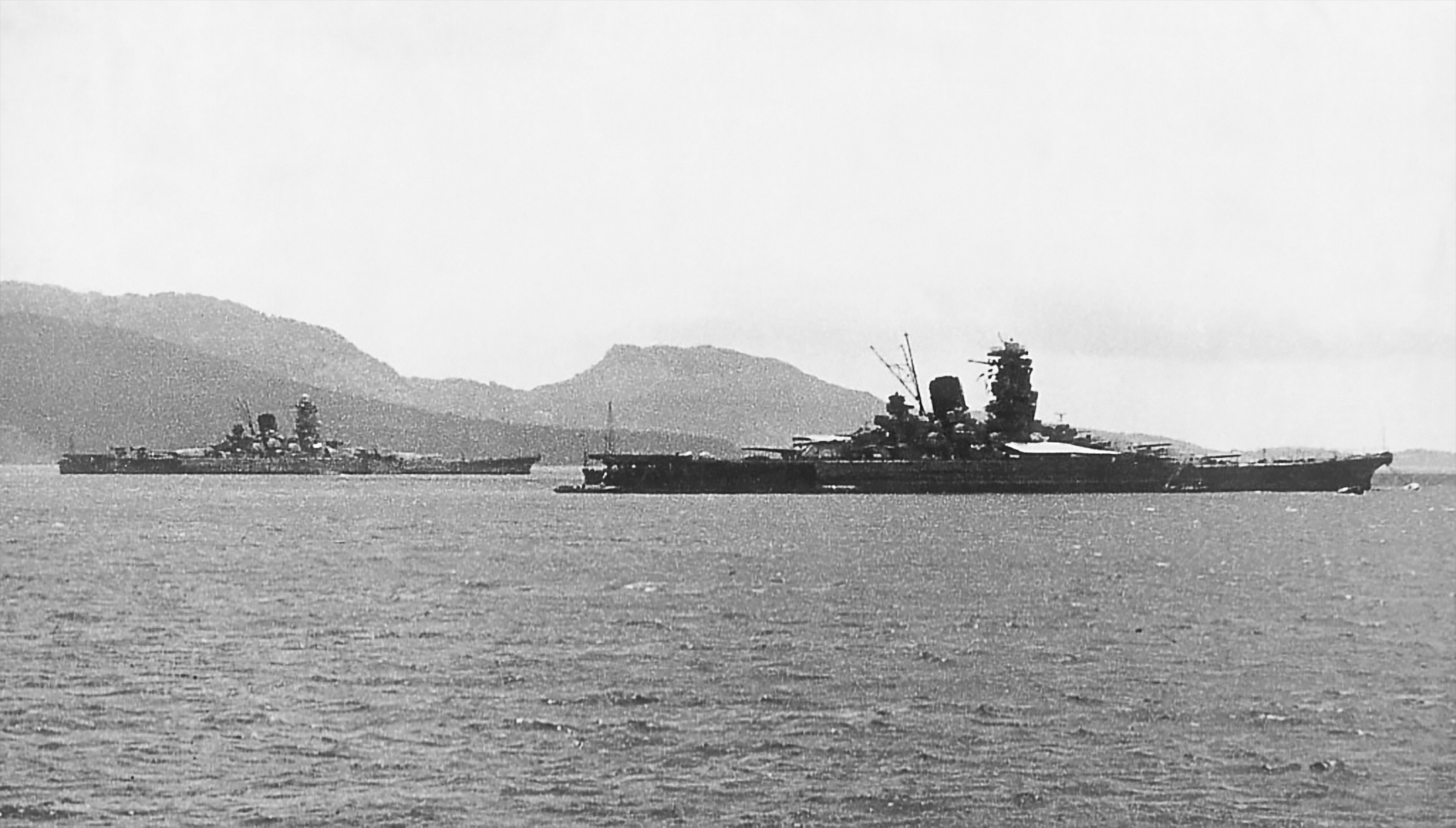
Les cuirassés jumeaux Yamato et Musashi à l'ancre aux îles Truk.

Malgré les inquiétudes des puissances occidentales et notamment des États-Unis, suscitées notamment par les réticences japonaises à la libre circulation des étrangers, le Japon respecte pendant longtemps les accords de non militarisation de la Micronésie. À partir de 1939, toutefois, en prévision d'une guerre jugée probable avec les américains, la marine japonaise procède à de nombreux aménagements militaires, notamment de pistes aériennes sur les îles et atolls, faisant parfois appel à de la main d’œuvre forcée, souvent locale mais aussi coréenne et japonaise, dans ce dernier cas des prisonniers. En 1939, elle assigne à la quatrième flotte l'administration du territoire.

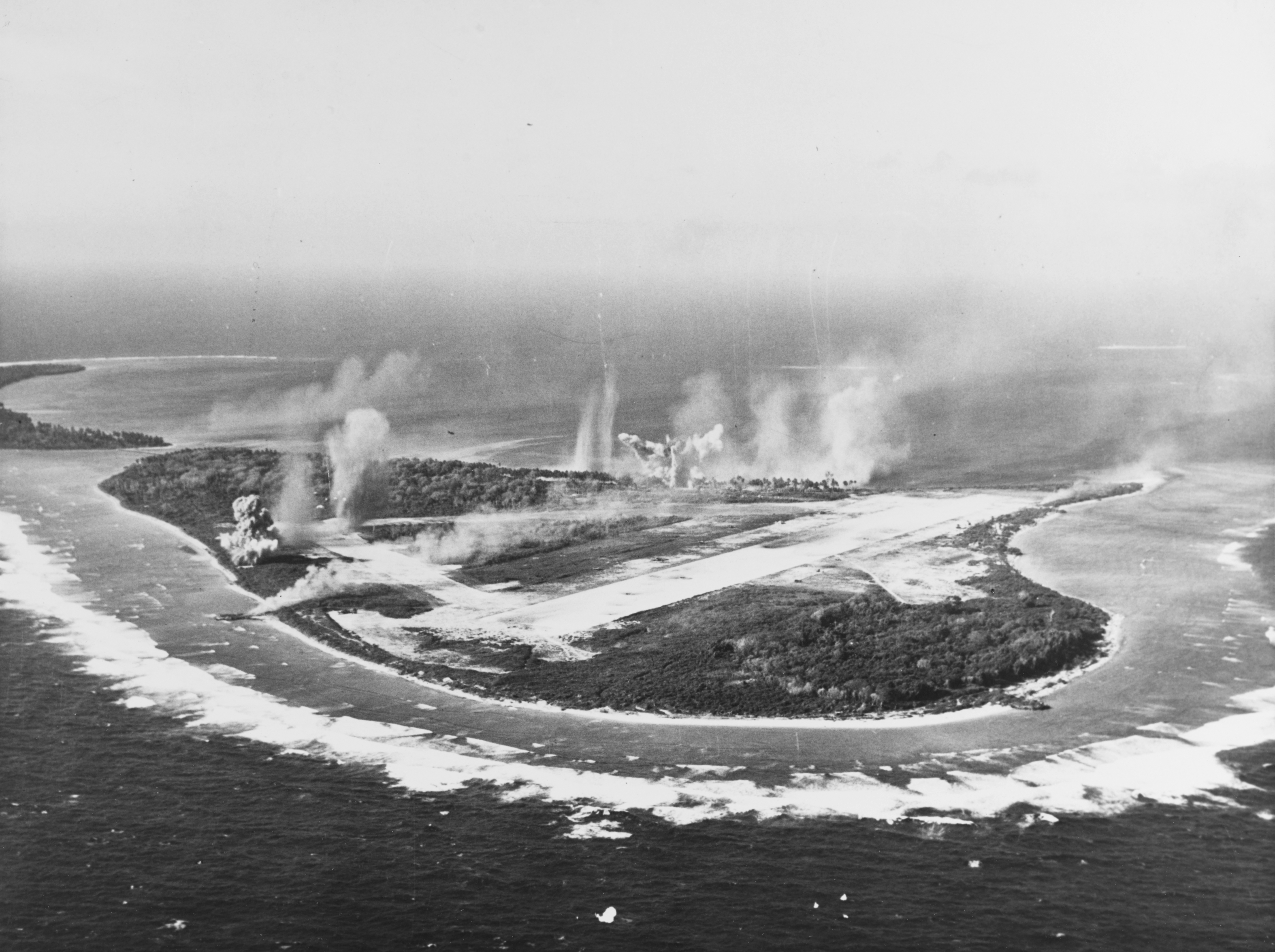
L'aérodrome japonais sur l'île de Falalap dans l'atoll de Woleai attaqué par des avions de l'US Navy Task Force 58, le 1er avril 1944.

La progression du Japon en Asie continentale, conséquence de sa politique expansionniste, provoque rapidement une dégradation des relations avec les États-Unis. Les tentatives de compromis ayant échoué, l'attaque de Pearl Harbor et d'un certain nombre d'îles et atolls de l'Océan Pacifique, et généralement leur invasion, est menée en décembre 1941,. Dans les actuels États fédérés de Micronésie, le lagon de Truk, vaste et bien protégé, sert de base à une importante flotte japonaise à laquelle appartient le Yamato et le Musashi, les plus lourds et plus puissants cuirassés qui aient été construits.
À partir de l'automne 1942, les forces américaines reprennent l'initiative sur celles japonaises qui, un an plus tard, choisissent de fortifier leurs principales possessions dans l'Océan Pacifique, par exemple Pohnpei, et d'y faire venir 80 000 hommes depuis le Japon, la Mandchourie et les Philippines. Les résultats de ces travaux très coûteux en efforts sont futiles. La conquête américaine des Îles Marshalls entre février et avril 1944 marque le commencement des attaques américaines sur les îles et atolls des États fédérés de Micronésie. De février jusqu'à l'été, des tonnes de bombes et des quantités d'objets incendiaires sont déversées, des campagnes de tirs intenses des bateaux américains réalisées sur les îles Truk, Pohnpei, occasionnellement sur Kosrae, ponctuellement sur les atolls de Woleai, Polowat et Satowan. Les conquêtes successives des îles Mariannes et des Palaos de juin à août 1944 se font au prix d'une annihilation presque totale des défenseurs japonais qui ne souhaitent pas être capturés. En septembre, l'atoll d'Ulithi, déserté, est pris sans combat. Les derniers soldats japonais tués à terre dans l'Océan Pacifique le sont en janvier 1945 lorsqu'un détachement de huit hommes tombe à Fais à la suite d'un bref et inutile affrontement. La capitulation des forces japonaises de Micronésie est signée le 30 août 1945 et les soldats restants rapidement rapatriés. Dans les îles Truk, ils auront auparavant participé au nettoyage des débris résultant de la guerre et à la construction d'installations utiles aux nouveaux occupants.

## Période américaine (1945-1985)

### Micronésie sous administration américaine: entre intérêt et oubli
Les États-Unis occupent dorénavant la région de Micronésie et envisagent l'annexion de ces territoires jugés stratégiques pour leur défense et celle de leurs alliés en faisant de Guam la capitale,. Toutefois, l'appropriation comme butin de guerre par l'Union soviétique de quelques-unes des îles les plus au nord du Japon conduit l'administration américaine à abandonner son projet. Elle souhaite que les soviétiques quittent les îles japonaises et ne veut pas que son propre dessein leur serve de justification. Ce recul n'a pas d'effet puisqu'elles sont toujours partie intégrante de la Russie.

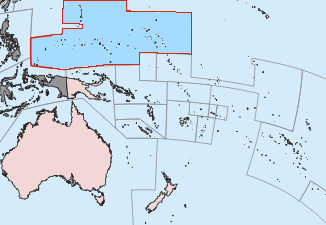
Localisation du territoire sous tutelle des îles du Pacifique

Le 18 juillet 1947, les États-Unis se voient confier par l'Organisation des Nations unies, dans le cadre d'un mandat nommé territoire sous tutelle des îles du Pacifique (TTIP), l'administration des îles et archipels de la région de Micronésie formant les actuels États fédérés de Micronésie, Palaos, Îles Marshall et Îles Mariannes du Nord. L'espace ainsi couvert est divisé en six districts largement autonomes : les îles Mariannes, Yap, Palaos, Truk (actuellement Chuuk), Ponape (actuellement Pohnpei) et les îles Marshall,. Comme lors des occupations étrangères antérieures, les micronésiens ne sont pas consultés. Le TTIP est l'objet de conflits de pouvoir entre le département d’État, le département de la Défense qui l'administre jusqu'au 30 juin 1951, le département de l'Intérieur qui prend la suite jusqu'à l'indépendance. Entre 1953 et 1962, la plus grande partie des îles Mariannes du Nord est cependant sous administration de la United States Navy en raison de considérations stratégiques.
À compter de 1961, le gouvernement américain est soumis à une pression croissante de l'ONU, à laquelle ont adhéré de nombreux pays nouvellement indépendants, anciennes colonies, afin d'avancer dans l'autogouvernance, l'indépendance et le développement économique et éducatif du TTIP, pratiquement au point mort. L'administration de John Fitzgerald Kennedy, préoccupée par les critiques, commande au professeur d'Harward Anthony Solomon un rapport sur le TTIP, lequel préconise l'américanisation avant annexion complète. Officiellement, la position américaine est alors celle de l'autogouvernance. Le Conseil de Tutelle de l'ONU s'oppose à une partition du Territoire en s'appuyant sur le principe de droit de l'uti possidetis juris. Durant l'été 1962, le quartier général du TTIP est relocalisé de Guam, un territoire américain, à Saipan dans les Îles Mariannes du Nord. Un plan de développement économique, éducatif et politique est élaboré. Un référendum proposant l'indépendance ou l'association avec les États-Unis — ce dernier choix devant être promu — est envisagé pour l'année 1967. Le budget alloué au TTIP passe de 7,5 millions de $ en 1962 à 15 millions de $ en 1963. La mort du président Kennedy en novembre 1963 porte un coup d'arrêt à cet élan.
En 1965, l'Organisation mondiale de la santé critique sévèrement les États-Unis pour la faible qualité des services publics de santé. Les différences salariales entre micronésiens et américains à emploi égal sont toujours très importantes et de larges parties du Territoire ne reçoivent aucun financement. Le mode de vie traditionnel est encore très largement commun dans la population. Les fonds du TTIP ne sont pas suffisants pour mettre en place un programme efficace de constructions d'infrastructures publiques. Le budget est donc élevé à 25 millions de $ en 1967, augmente à 35 millions de $ les deux années suivantes puis progresse à 120 millions de $ pour 1970 et 1971. Il s'y ajoute un fonds de 10 millions de $ dédié aux conséquences des catastrophes naturelles qui touchent régulièrement le Territoire.

### Débuts de l'autogouvernance et prémices de l'indépendance

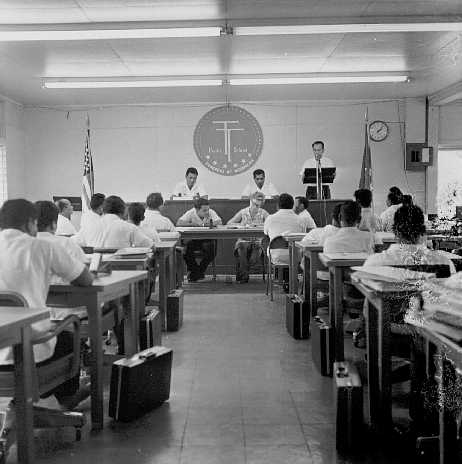
Congrès de Micronésie, 4e session ordinaire, 1968.

La création sous la pression des micronésiens du Congrès de Micronésie en 1965, à la suite d'un arrêté du secrétaire du département de l'Intérieur des États-Unis, est une étape majeure vers l'autonomie gouvernementale,. Le Congrès de Micronésie envisage rapidement de mettre fin à la tutelle. Nombre de politiciens micronésiens sont passés par les universités américaines où selon la doctrine ils auraient dû embrasser la cause des États-Unis. Au contraire, le racisme auquel ils sont confrontés et leur comparaison des valeurs de la société américaine avec les leurs en font des avocats de l'indépendance. En 1967, le président américain Lyndon B. Johnson souhaite encore que les Micronésiens s'associent de manière permanente aux États-Unis. De véritables négociations avec l'administration américaine sur le futur statut politique de la région démarrent en 1969,. La position américaine est contrainte d'évoluer vers une association étroite puis, en 1971, à la libre association. Dans le même temps, la distribution de surplus alimentaires de l'agriculture des États-Unis a pour objectif de provoquer une dépendance pour faire monter le sentiment anti-émancipation. De son côté, le Congrès de Micronésie est favorable à une indépendance à terme mais en tant qu'aboutissement d'un processus nécessitant entre-temps un partenariat avec les États-Unis en raison du manque d'infrastructures et de l'extrême dépendance économique. Le but du Congrès est également d'arriver à concevoir un gouvernement national répondant aux besoins d'une population culturellement très hétérogène.
Les États-Unis sont rapidement confrontés au fait que trente ans d'unité administrative n'ont pas permis d'unir les groupes insulaires micronésiens. Des différences philosophiques apparaissent entre 1969 et 1972. Les États-Unis portent en outre un intérêt particulier aux Îles Mariannes du Nord, aux Palaos et aux Îles Marshall pour l'implantation possible de bases militaires. Des contreparties financières importantes, que ces trois districts ne souhaitent pas partager, sont donc attendues et renforcent les sentiments de sécessions,. Il existe également aux Palaos un projet de construction d'un immense dépôt de transbordement de pétrole brut japonais-iranien. 
En 1975, le Congrès de Micronésie promulgue un statut appelant à une convention constitutionnelle. Elle se tient à Saipan entre juillet et novembre 1975. Au moment de l'ouverture de la convention, les électeurs mariannais ont déjà approuvé par référendum, le 17 juin 1975, le commonwealth signé avec les États-Unis. La position de l'administration Nixon est, pour les six districts restants, celle d'une entité politique unique fédérale sous le nom d'États fédérés de Micronésie. Elle souhaite que le futur Traité de libre-association qu'elle entend faire signer aux micronésiens ait prééminence sur la future Constitution micronésienne, ce que refusent les districts de Micronésie.
La constitution nécessite d'être approuvée par les électeurs des six districts concernés. La création par une loi du Congrès de Micronésie en 1976 d'un septième district, Kosrae, par division du district de Ponape, effective l'année suivante, a pour objectif de favoriser la ratification de la constitution. En 1977, les États-Unis annoncent qu'ils ne s'opposent pas à l'indépendance même s'ils ne la souhaite pas. Les résultats du référendum du 12 juillet 1978 sanctionnent les divergences constatées tout au long des négociations. Les Palaos et les îles Marshall rejettent la constitution, dans le premier cas à une faible majorité, mais Chuuk, Pohnpei, Kosrae et Yap l'acceptent. Les îles Marshall adoptent leur propre constitution lors d'un référendum le 1er mars 1979 et les Palaos le 9 juillet 1980. En attendant le plein et entier fonctionnement des futures institutions des pays micronésiens, l'administration américaine continue à exercer certains pouvoirs liés à leurs obligations,,.
En 1980, après plus d'une décennie d'intenses négociations, de concert avec les Îles Marshall, les États fédérés de Micronésie paraphent avec les États-Unis un projet de Traité de libre-association. Il est accompagné d'accords bilatéraux subsidiaires adaptés à chacun des deux pays de la région de Micronésie. Le Congrès des États-Unis, le Congrès des États fédérés de Micronésie et les quatre législatures de Yap, Chuuk, Pohnpei et Kosrae les adoptent en 1982, le Parlement marshallais l'année suivante. Les électeurs des deux pays insulaires les approuvent par plébiscite en 1983,.

## États fédérés de Micronésie: un pays souverain (1986)
Après l'approbation du traité par le Congrès américain, le président Ronald Reagan proclame la mise en œuvre du traité de libre-association et la fin de la tutelle à partir du 3 novembre 1986 pour les États fédérés de Micronésie, du 21 octobre 1986 pour les îles Marshall. Concernant les États fédérés de Micronésie, son président, Tosiwo Nakayama, fait une même déclaration le 3 novembre 1986,. Ces deux pays deviennent officiellement indépendants et souverains. Le Conseil de sécurité des Nations unies acte la résiliation de la tutelle en décembre 1990.
Dans le traité de libre-association, résiliable à tout moment par l'une des parties, les États insulaires confient leur protection militaire aux États-Unis, pour lesquels la région a une importance stratégique, et reçoivent une aide financière. Les États librement associés s'obligent à se consulter sur les affaires étrangères uniquement dans les cas des questions de sécurité et de défense. Le traité est renégocié en 2001 et étendu jusqu'en 2023. Environ 1,5 milliard de $ sont perçus les quinze premières années. L'utilisation des fonds d'investissement, près de 40 % de l'aide américaine, est contrôlée par une commission dans laquelle les Américains sont majoritaires, occasionnant une perte d'indépendance. La corruption et la politique du baril de porc sont d'importants problèmes. En mars 2024, dans un contexte où la Chine redouble d'efforts pour étendre son influence dans le Pacifique, le traité de libre-association est renouvelé pour une période de vingt ans durant laquelle les États fédérés de Micronésie recevront 3,3 milliard de $.
Les États fédérés de Micronésie constituent un petit état avec une économie grandement tributaire de l'aide extérieure, notamment celle en provenance des États-Unis pour 35 % du PIB et 80 % du budget annuel de l’État. Ils disposent d'un marché limité, d'une économie peu variée et d'une balance commerciale fortement déficitaire en raison de la faiblesse de ses exportations. Le pays demeure à la 185e position mondiale en termes de produit intérieur brut (PIB) en Parité de pouvoir d'achat (PPA). En raison de son immense zone économique exclusive (2,97 millions de km²) et de la richesse des stocks de thon, la vente de licences de pêches à des flottes étrangères représente jusqu’à 50 % des recettes budgétaires. Une autre source de revenus est assurée par les près de 40 000 ressortissants vivants principalement aux États-Unis et ses territoires non incorporés. Le pays est très fortement soumis aux risques climatiques.